# Episodi de Il socio
La prima ed unica stagione della serie televisiva Il socio è stata trasmessa in prima visione in contemporanea sui canali AXN, NBC e Global a partire dall'8 gennaio 2012. Il 13 maggio 2012 la NBC ha ufficialmente cancellato la serie.
In Italia la stagione è stata trasmessa dal canale satellitare AXN; dopo l'anteprima dei primi due episodi avvenuta il 19 febbraio 2012, la stagione è andata in onda regolarmente dal 20 aprile al 13 luglio 2012.
| nº | Titolo originale   | Titolo italiano | Prima TV originale | Prima TV Italia  |
| -- | ------------------ | --------------- | ------------------ | ---------------- |
| 1  | Pilot              | Capitolo 1      | 8 gennaio 2012     | 19 febbraio 2012 |
| 2  | Chapter Two        | Capitolo 2      | 8 gennaio 2012     | 19 febbraio 2012 |
| 3  | Chapter Three      | Capitolo 3      | 12 gennaio 2012    | 27 aprile 2012   |
| 4  | Chapter Four       | Capitolo 4      | 19 gennaio 2012    | 4 maggio 2012    |
| 5  | Chapter Five       | Capitolo 5      | 26 gennaio 2012    | 4 maggio 2012    |
| 6  | Chapter Six        | Capitolo 6      | 2 febbraio 2012    | 11 maggio 2012   |
| 7  | Chapter Seven      | Capitolo 7      | 9 febbraio 2012    | 11 maggio 2012   |
| 8  | Chapter Eight      | Capitolo 8      | 16 febbraio 2012   | 18 maggio 2012   |
| 9  | Chapter Nine       | Capitolo 9      | 23 febbraio 2012   | 18 maggio 2012   |
| 10 | Chapter Ten        | Capitolo 10     | 10 marzo 2012      | 25 maggio 2012   |
| 11 | Chapter Eleven     | Capitolo 11     | 24 marzo 2012      | 25 maggio 2012   |
| 12 | Chapter Twelve     | Capitolo 12     | 31 marzo 2012      | 1º giugno 2012   |
| 13 | Chapter Thirteen   | Capitolo 13     | 14 aprile 2012     | 1º giugno 2012   |
| 14 | Chapter Fourteen   | Capitolo 14     | 21 aprile 2012     | 8 giugno 2012    |
| 15 | Chapter Fifteen    | Capitolo 15     | 28 aprile 2012     | 8 giugno 2012    |
| 16 | Chapter Sixteen    | Capitolo 16     | 5 maggio 2012      | 15 giugno 2012   |
| 17 | Chapter Seventeen  | Capitolo 17     | 12 maggio 2012     | 15 giugno 2012   |
| 18 | Chapter Eighteen   | Capitolo 18     | 19 maggio 2012     | 22 giugno 2012   |
| 19 | Chapter Nineteen   | Capitolo 19     | 26 maggio 2012     | 22 giugno 2012   |
| 20 | Chapter Twenty     | Capitolo 20     | 9 giugno 2012      | 29 giugno 2012   |
| 21 | Chapter Twenty-One | Capitolo 21     | 16 giugno 2012     | 29 giugno 2012   |
| 22 | Chapter Twenty-Two | Capitolo 22     | 30 giugno 2012     | 13 luglio 2012   |